# Katolička Crkva u Saudijskoj Arabiji
Katolička Crkva u Saudijskoj Arabiji je dio svjetske Katoličke Crkve, pod duhovnim vodstvom pape i rimske kurije. 
U Saudijskoj Arabiji službeno se ne prakticiraju druge vjeroispovijesti osim islama. Ipak u Saudijskoj Arabiji živi i radi velika skupina filipinskih radnika za koje se vjeruje da su katolici. U državi ne postoje dijeceze, a Saudijska Arabija spada pod jurisdikciju Apostolskog vikara sjeverne Arabije. Trenutni predsjedavajući je talijanski biskup Camillo Ballin.
Vlast Saudijske Arabije dopušta katolicima i drugim kršćanskim denominacijama ulazak u državi kao privremenim gost-radnicima, ali je zabranjeno javno prakticiranje i izražavanje vjere, i kao rezultat toga katolici i kršćani to rade privatno i tajno po svojim domovima. Predmeti i časopisi koji pripadaju drugim religijama a ne islamu zabranjeni su. Tu su uračunati: Biblija, križevi, kipovi, rezbarije, predmeti s religijskim simbolima i dr, iako je Vlada potvrdila da su takvi predmeti dozvoljeni za privatne religijske ciljeve.
"Saudijska islamska policija" (arap.: مطوعين), i "Odbor za zaštitu vrlina i prevenciju poroka Saudijske Arabije"
zabranjuju prakticiranje bilo koje religije osim islama. Vlada ne dozvoljava nemuslimanskom kleru ulazak u zemlju u svrhu obavljanja bogoslužja. Konvertiranje iz islama na neku drugu religiju smatra se apostasijom.